# روبرت توبين
روبرت توبين (بالإنجليزية: Robert Tobin) هو منافس ألعاب قوى بريطاني، ولد في 20 ديسمبر 1983 في لنكولن في المملكة المتحدة.

## وصلات خارجية
- روبرت توبين على موقع الاتحاد الدولي لألعاب القوى (الإنجليزية)
- روبرت توبين على موقع الدوري الماسي (الإنجليزية)
- روبرت توبين على موقع أوليمبيديا (الإنجليزية)
- روبرت توبين على موقع اللجنة الأولمبية البريطانية (الإنجليزية)
- روبرت توبين على موقع اتحاد ألعاب الكومنولث (مؤرشف) (الإنجليزية)
- روبرت توبين على موقع اتحاد ألعاب الكومنولث (مؤرشف) (الإنجليزية)